# ジャクリーヌ (小惑星)
ジャクリーヌ (1017 Jacqueline) は小惑星帯に位置する小惑星。アルジェリアのアルジェ天文台で、ポーランド出身のフランスの天文学者ヴェニアミン・ジェコフスキーによって発見された。
ジェコフスキーの弟子のJacqueline Zadoc-Kahnに因んで命名された。